# Concord Jazz Festival
Das Concord Jazz Festival war ein jährliches Jazz-Festival in Concord (Kalifornien). Es wurde 1969 von Carl Jefferson gegründet und widmet sich dem Mainstream Jazz.

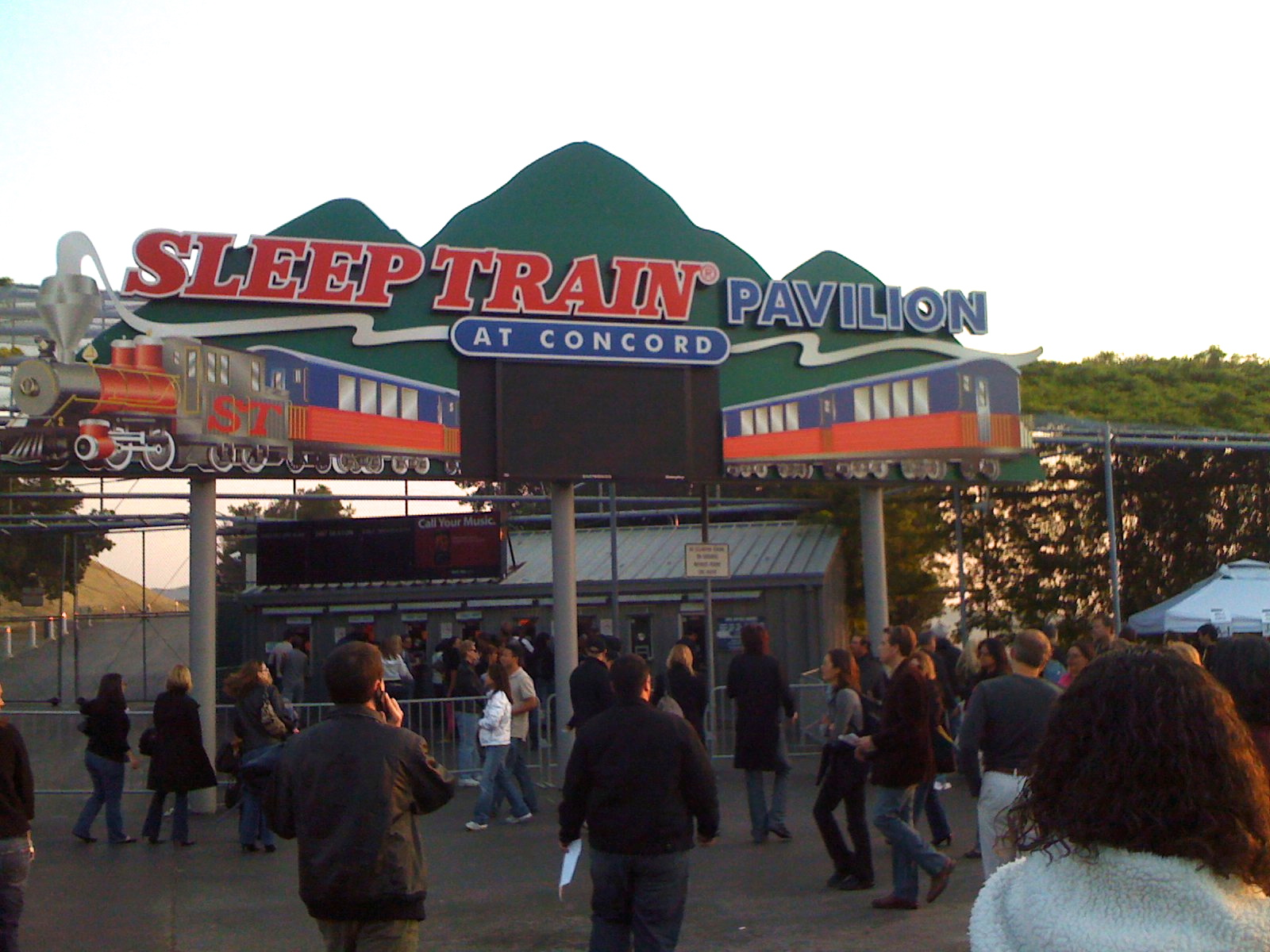
Sleep Train Pavillon, der frühere Concord Pavilion

Jefferson war ein Autohändler und Jazzfan, der Alternativen zur damaligen erdrückenden Dominanz von Rock- und Popmusik, die sich auch im Jazzbereich bemerkbar machte, schaffen wollte. Das erste Festival fand am 26. Januar 1969 im Concord Boulevard Neighborhood Park nahe der High School statt und fand 17.000 Zuhörer. 1975 wurde der Concord Pavilion (heute Sleep Train Pavilion) am Ostrand von Concord eröffnet (mit einem Eröffnungskonzert am 16. Mai mit Sarah Vaughan und Henry Mancini), der 3500 Sitze überdacht, aber auch weiteren Zuhörern Open Air die Teilnahme ermöglicht, da er keine Wände hat. Architekt war Frank Gehry. Es wird auch für viele andere Veranstaltungen genutzt und entspricht der Idee eines Festivals ohne gesellschaftliche Barrieren, die Jefferson vorschwebte. Das Festival zog viele Besucher aus der San Francisco Bay Area in Nordkalifornien an.
Auf dem Festival traten unter anderem Ella Fitzgerald, Oscar Peterson, Gerry Mulligan, George Shearing, Dave Brubeck (der in Concord geboren ist), Scott Hamilton, Ray Brown, Ernestine Anderson und Pearl Bailey auf. Jefferson hatte auch eine Vorliebe für Jazzgitarristen des Mainstream Jazz, die hier besonders häufig auftraten. Live-Alben entstanden unter anderem mit der Woody Herman Big Band mit Stan Getz 1981, Charlie Byrd (Sugarload Suite 1980), Herb Ellis mit Joe Pass (Seven, Come Eleven 1973).
Jefferson baute sein Engagement mit eigenem eigenen Platten-Label (Concord Records) 1972 aus (2004 fusioniert mit Fantasy Records).

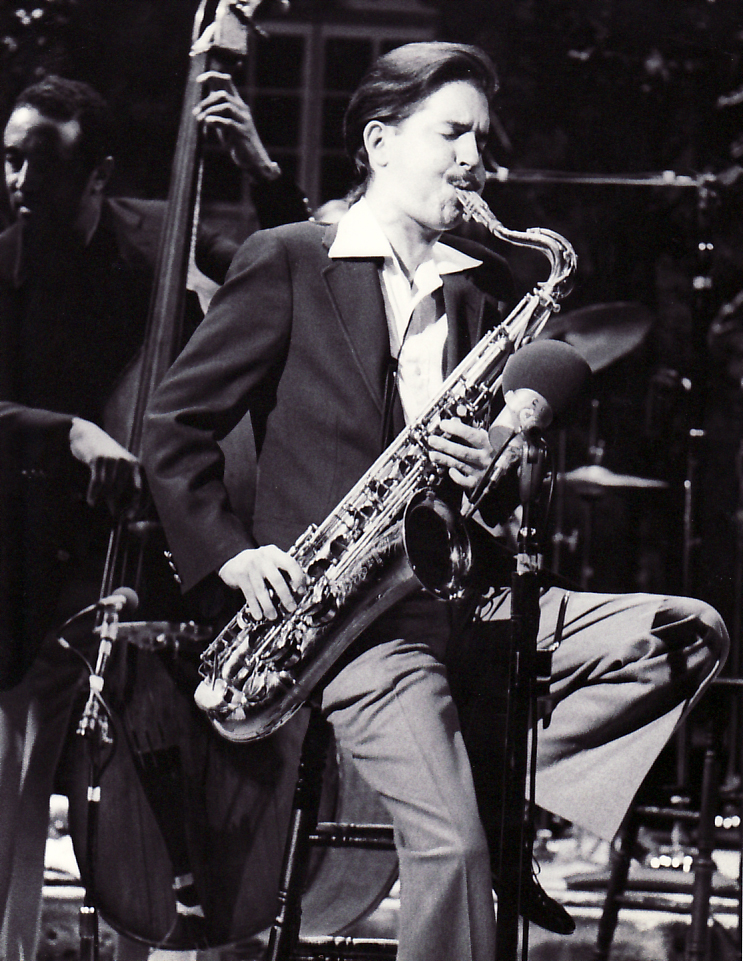
Scott Hamilton auf dem Concord Festival 1976

Später erhielt es den Zusatz des Sponsors Fujitsu. Zum Beispiel gibt es ein Live-Album vom 27. Fujitsu-Concord Jazz Festival 1996. Damit wurden auch Auftritte in Japan organisiert. Heute finden zwar noch Veranstaltungen im Sleep Train Pavillon statt, aber kein Jazzfestival.